# 丁香路
丁香路是中华人民共和国上海市浦东新区的一条街道，大体为东西走向。道路西起靠近上海科技馆、世纪广场附近的政环路与世纪大道交汇点，向东穿过上海东方艺术中心、联洋新社区腹地的居民区和商业区、经过证大大拇指广场后逐渐转南，最后与锦绣路交汇。道路与位于其南方的锦绣路、迎春路和其北方的杨高中路部分路段基本平行。
上海轨道交通二号线在道路西段附近设有上海科技馆站。
上海轨道交通九号线在道路中段附近上海市进才中学处设有杨高中路站。

## 周边建筑物
- 上海东方艺术中心
- 上海科技馆
- 浦东新区人民政府
- 证大大拇指广场
- 联洋广场
- 上海市进才实验小学
- 上海市进才实验中学
- 上海市进才中学
- 浦东新区人民法院

## 交汇道路（由西向东）
- 世纪大道
- 合欢路
- 民生路
- 长柳路
- 金松路
- 芳甸路
- 紫槐路
- 此时道路转南，与迎春路交汇
- 锦绣路

## 重大事故
2012年8月5日13:20许，丁香路靠近紫槐路路口，进才实验小学校门口发生一起重大交通事故，一辆福建拍照的轿车突然撞击三辆正在等红灯的轿车，导致一辆红色被撞轿车里两名女子一死一伤。